# Campeonato Angolano de Hóquei em Patins de 2015
O Campeonato Angolano de Hóquei em Patins é a maior competição de clubes Angolanos da modalidade Hóquei em Patins, e actualmente também a maior em África.
A competição é disputada no sistema de todos contra todos a duas voltas; A segunda fase da competição vai ser disputada
em sistema de “play-off” entre as quatro melhores equipas; Meias-Finais e final à melhor de três jogos.

## Resultados
Federação Angolana de Hóquei Patins 

### 1ª Fase
| Pos | Equipa                    | Pts | J | V | E | D | GM | GS | DG  |
| --- | ------------------------- | --- | - | - | - | - | -- | -- | --- |
| 1º  | Académica Clube de Luanda | 19  | 7 | 6 | 1 | 0 | 56 | 13 | 43  |
| 2º  | Petro Atlético de Luanda  | 18  | 7 | 6 | 0 | 1 | 40 | 17 | 23  |
| 3º  | 1º de Agosto              | 16  | 7 | 5 | 1 | 1 | 46 | 14 | 32  |
| 4º  | Sagrado Coração de Jesus  | 12  | 7 | 4 | 0 | 3 | 21 | 29 | -8  |
| 5º  | Exército                  | 6   | 7 | 2 | 0 | 5 | 17 | 38 | -21 |
| 6º  | Hoquei 2000               | 4   | 7 | 1 | 1 | 5 | 20 | 39 | -19 |
| 7º  | Académica Lobito          | 4   | 7 | 1 | 1 | 5 | 26 | 47 | -21 |
| 8º  | Estado Maior              | 2   | 7 | 0 | 2 | 5 | 22 | 51 | -29 |

### Meias Finais - Play Off
| 16.11.2015 | Académica Clube de Luanda | 7 - 1 | Sagrado Coração de Jesus | Pav. Cidadela |
|            |                           |       |                          |               |

| 16.11.2015 | 1º Agosto | 9 - 3 | Petro Atlético | Pav. Cidadela |
|            |           |       |                |               |

| 17.11.2015 | Sagrado Coração de Jesus | 0 - 6 | Académica Clube de Luanda | Pav. Cidadela |
|            |                          |       |                           |               |

| 17.11.2015 | Petro Atlético | 2 - 1 | 1º Agosto | Pav. Cidadela |
|            |                |       |           |               |

### 3º - 4º Lugar
| 20.11.2015 | Sagrado Coração de Jesus | 3 - 5 | Petro Atlético | Pav. Cidadela |
| 17:00      |                          |       |                |               |

| 21.11.2015 | Petro Atlético | 2 - 3 | Sagrado Coração de Jesus | Pav. Cidadela |
| 17:00      |                |       |                          |               |

### FINAL
| 20.11.2015 | Académica Clube de Luanda | 2 - 4 | 1º Agosto | Pav. Cidadela |
| 12:00      |                           |       |           |               |

| 21.11.2015 | 1º Agosto | 1 - 0 | Académica Clube de Luanda | Pav. Cidadela |
| 12:00      |           |       |                           |               |

## Ligações Externas

### Sítios Angolanos
- Federação Angolana de Hóquei Patins
- Petro de Luanda
- Primeiro de Agosto
- ANGOP, Angência Angola Press com atualidade do Hóquei Patins neste País

### Internacional
- Ligações ao Hóquei em todo o Mundo
- Mundook-Actualidade Mundial do Hóquei Patinado (em Português)
- Cumhoquei-Actualidade Mundial do Hóquei Patinado (em Português)

1. ↑  http://www.fap-patinagem.com/content/blogsection/0/44/10/10/